# Croton catamarcensis
Croton catamarcensis là một loài thực vật có hoa trong họ Đại kích. Loài này được Ahumada mô tả khoa học đầu tiên năm 1999.